# Молкъёган
Молкъёган (устар. Молк-Еган) — река в России, протекает по Ханты-Мансийскому АО. Устье реки находится в 59 км по правому берегу реки Аган. Длина реки составляет 53 км, площадь водосборного бассейна 296 км².

## Данные водного реестра
По данным государственного водного реестра России относится к Верхнеобскому бассейновому округу, водохозяйственный участок реки — Обь от впадения реки Вах до города Нефтеюганск, речной подбассейн реки — Обь ниже Ваха до впадения Иртыша. Речной бассейн реки — (Верхняя) Обь до впадения Иртыша.
Код объекта в государственном водном реестре — 13011100112115200045144.